# 八甲镇
八甲镇，是中华人民共和国广东省阳江市阳春市下辖的一个乡镇级行政单位。

## 行政区划
八甲镇下辖以下地区：
八甲社区、官河村、峰高村、长塘村、黄那村、黄垌村、俄颈村、清湖村、合路村、高屋村、澄垌村、徐屋村、罗城村、大坡村、中田村、乔连村、安马村、黄坡村、石碧村、联合村和湾肚村。